# Kottappally
Kottappally es una ciudad censal situada en el distrito de Kozhikode en el estado de Kerala (India). Su población es de 21169 habitantes (2011). Se encuentra a 45 km de Kozhikode.

## Demografía
Según el censo de 2011 la población de Kottappally era de 21169 habitantes, de los cuales 9961 eran hombres y 11208 eran mujeres. Kottappally tiene una tasa media de alfabetización del 93,56%, inferior a la media estatal del 94%: la alfabetización masculina es del 96,74%, y la alfabetización femenina del 90,78%.